# Акулий туннель

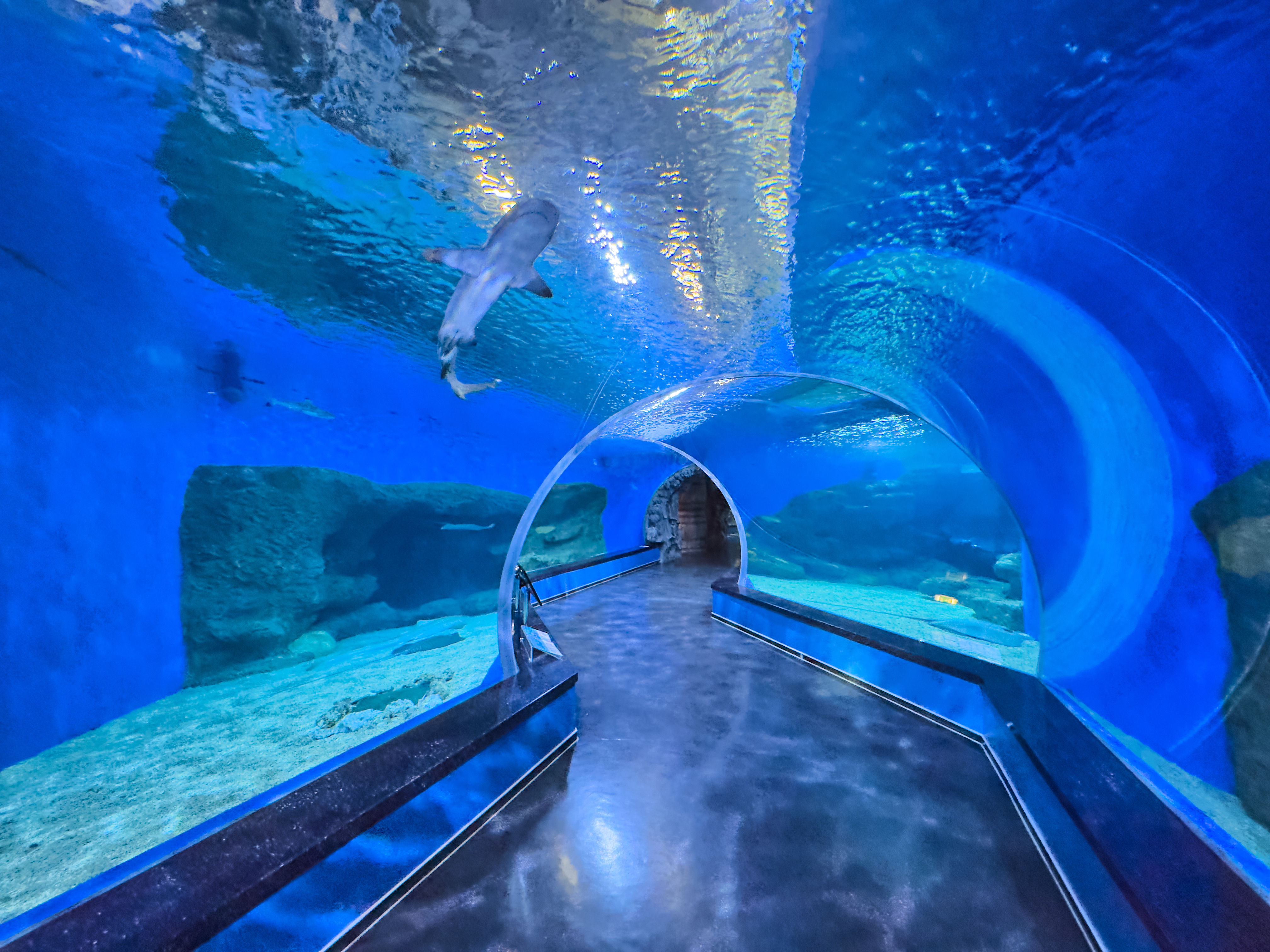
Акулий туннель в Приморском океанариуме

Акулий туннель — подводный туннель, который проходит через аквариум, обычно с акулами и связанными с ними водными обитателями. Обычно изготавливается из толстого акрилового стекла.
Большинство аквариумных туннелей имеют цилиндрическую форму, хотя могут быть эллиптическими (чтобы сделать их шире и при этом сохранить верхнюю часть туннеля ближе к посетителям) или даже квадратными.